# 光初
光初（318年十月—329年八月）是十六国时期前赵政权刘曜和刘熙的年号，共计12年。
光初十一年八月，刘曜被后赵的石勒所杀，次年，后赵石虎大破前赵军，刘熙被擒，前赵灭亡。《魏书》载光初之后还有太和年号，一般认为这是石勒的太和年号之误。

## 纪年
| 光初 | 元年   | 二年   | 三年  | 四年  | 五年  | 六年  | 七年  | 八年  | 九年  | 十年  |
| ---- | ------ | ------ | ----- | ----- | ----- | ----- | ----- | ----- | ----- | ----- |
| 公元 | 318年  | 319年  | 320年 | 321年 | 322年 | 323年 | 324年 | 325年 | 326年 | 327年 |
| 干支 | 戊寅   | 己卯   | 庚辰  | 辛巳  | 壬午  | 癸未  | 甲申  | 乙酉  | 丙戌  | 丁亥  |
| 光初 | 十一年 | 十二年 |       |       |       |       |       |       |       |       |
| 公元 | 328年  | 329年  |       |       |       |       |       |       |       |       |
| 干支 | 戊子   | 己丑   |       |       |       |       |       |       |       |       |

## 参看
- 中国年号索引
- 同期存在的其他政权年号
  - 大兴（318年三月-321年）：东晋皇帝晉元帝的年号
  - 永昌（322年-323年二月）：东晋皇帝晉元帝的年号
  - 太宁（323年三月-326年正月）：东晋皇帝晋明帝的年号
  - 咸和（326年二月-334年）：东晋皇帝晋成帝的年号
  - 建兴：前凉政权年号
  - 玉衡（311年-334年）：成汉政权李雄的年号
  - 建康（319年四月-320年五月）：南阳王司马保
  - 平赵：（320年六月）前赵农民起义首领句渠知自立年号
  - 太和（328年二月-330年八月）：后赵政权石勒年号